# Leptocometes acutispinis
Leptocometes acutispinis är en skalbaggsart som först beskrevs av Bates 1863. Leptocometes acutispinis ingår i släktet Leptocometes och familjen långhorningar.
Artens utbredningsområde är Panama. Inga underarter finns listade i Catalogue of Life.